# J. Nagy Mária
J. Nagy Mária (Józsáné; Segesvár, 1934. június 27.) erdélyi magyar nyelvész, stiliszta. A filológiai tudományok doktora (1976).

## Életútja
Római katolikus munkáscsaládból származik. Középiskolát Marosvásárhelyen a 2. számú Líceumban végezte (1952), a Bolyai Tudományegyetemen szerzett magyar nyelv és irodalom szakos tanári oklevelet (1956). Pályáját általános iskolai tanítással kezdet, majd 1957-től az egyetem magyar nyelv- és irodalomtudományi tanszékén gyakornoki, tanársegédi, adjunktusi beosztásban dolgozott, munkáját a Babeș–Bolyai Tudományegyetemmé átszervezett egyetemen folytatta szintén adjunktusi, 1989 után docensi fokozatban. Ebben a beosztásában közéleti szerepet is vállalt, többek közt 2001. december 8-án részt vett a kolozsvári színházbarátok összejövetelén, ahol sokakkal együtt aláírta azt a petíciót, mely szerint a Kolozsvári Állami Magyar Színház nem magántulajdonban lévő intézmény, és műsorpolitikája nem lehet egyetlen személy ízlése szerinti.

## Munkássága
Kutatási területe: a magyar nyelv stilisztikája. Cikkei és tanulmányai 1960-tól jelennek meg a NyIrK, Korunk, A Hét hasábjain. A Jelentéstan és stilisztika című gyűjteményes kötetben (Budapest, 1974) Vajda János költői stílusáról írt doktori értekezésének egy részletével szerepel; cikkeket közölt a Gálffy Mózes és Murádin László szerkesztette Anyanyelvünk művelése című tanulmánykötetben (1975), a modern műelemzés formavilágába vezet be "a szó művészetéről" írt kézikönyve (1975); a szóhasználat stilisztikáját új megvilágításban tárgyalja az Irodalomtudományi és stilisztikai tanulmányok című gyűjteményben (1981).

## Társasági tagság
- Az Erdélyi Múzeum-Egyesület bölcsészeti szakosztályának tagja
- A Sepsiszentgyörgyi Anyanyelvápolók Erdélyi Szövetségének tagja

## Munkái
- Kis magyar stilisztika (Bartha Jánossal, Horváth Tiborral és Szabó Zoltánnal, 1968);
- A mai magyar nyelv kézikönyve (Balogh Dezsővel és Gálffy Mózessel, 1971);
- A szó művészete (Bevezetés a stíluselemzésbe, 1975).